# شیشه ضد گلوله
شیشه ضد گلوله

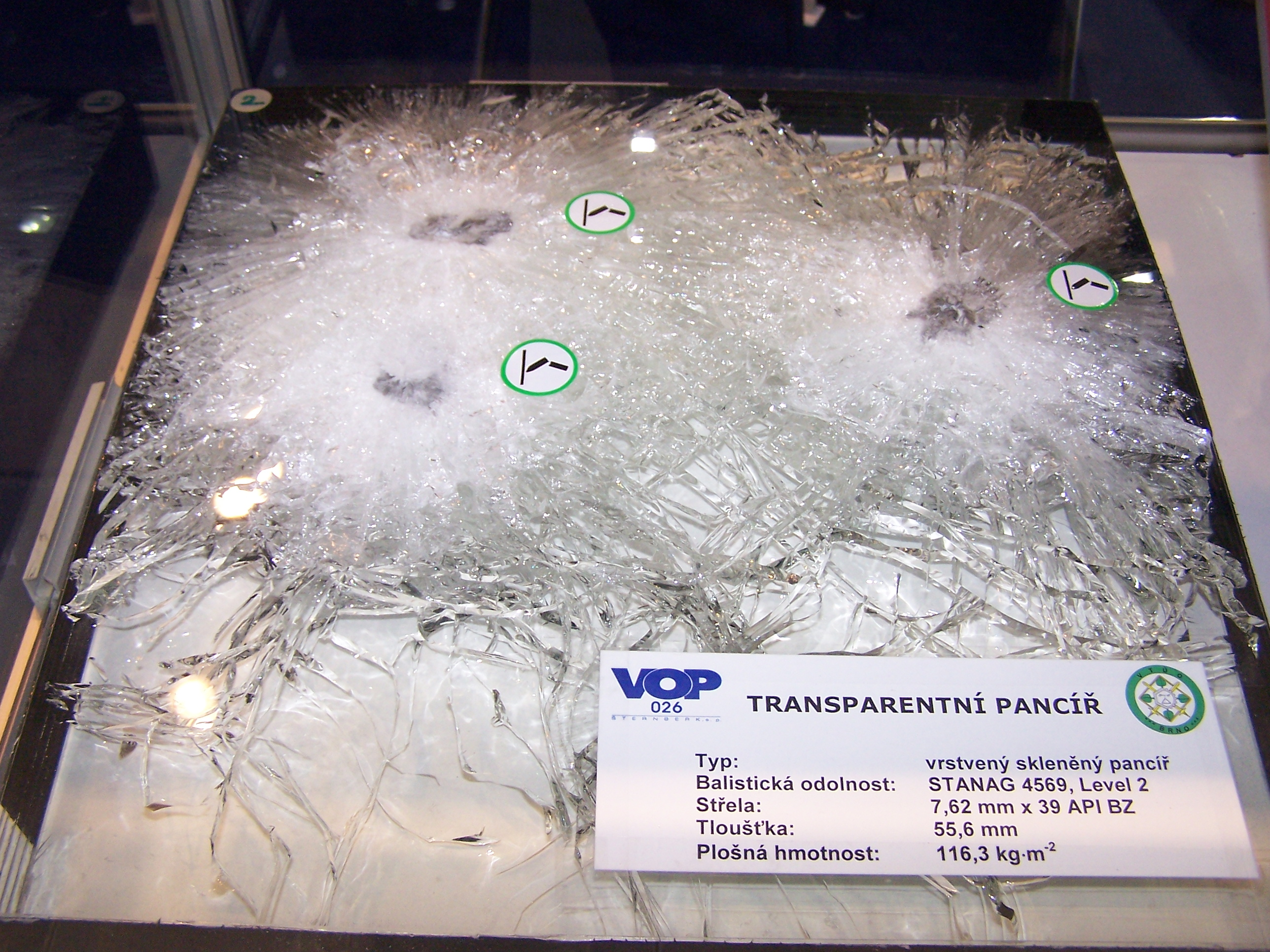
نمونه از شیشه ضد گلوله در اثر برخورد گلوله

شیشه ضد گلوله از لحاظ ظاهری شبیه شیشه‌های معمولی می‌باشد اما شیشه ضد گلوله از نوع خاصی فیلم ضد گلوله و فرایند تولیدی که مخصوص شیشه ضد گلوله است ساخته می‌شود.

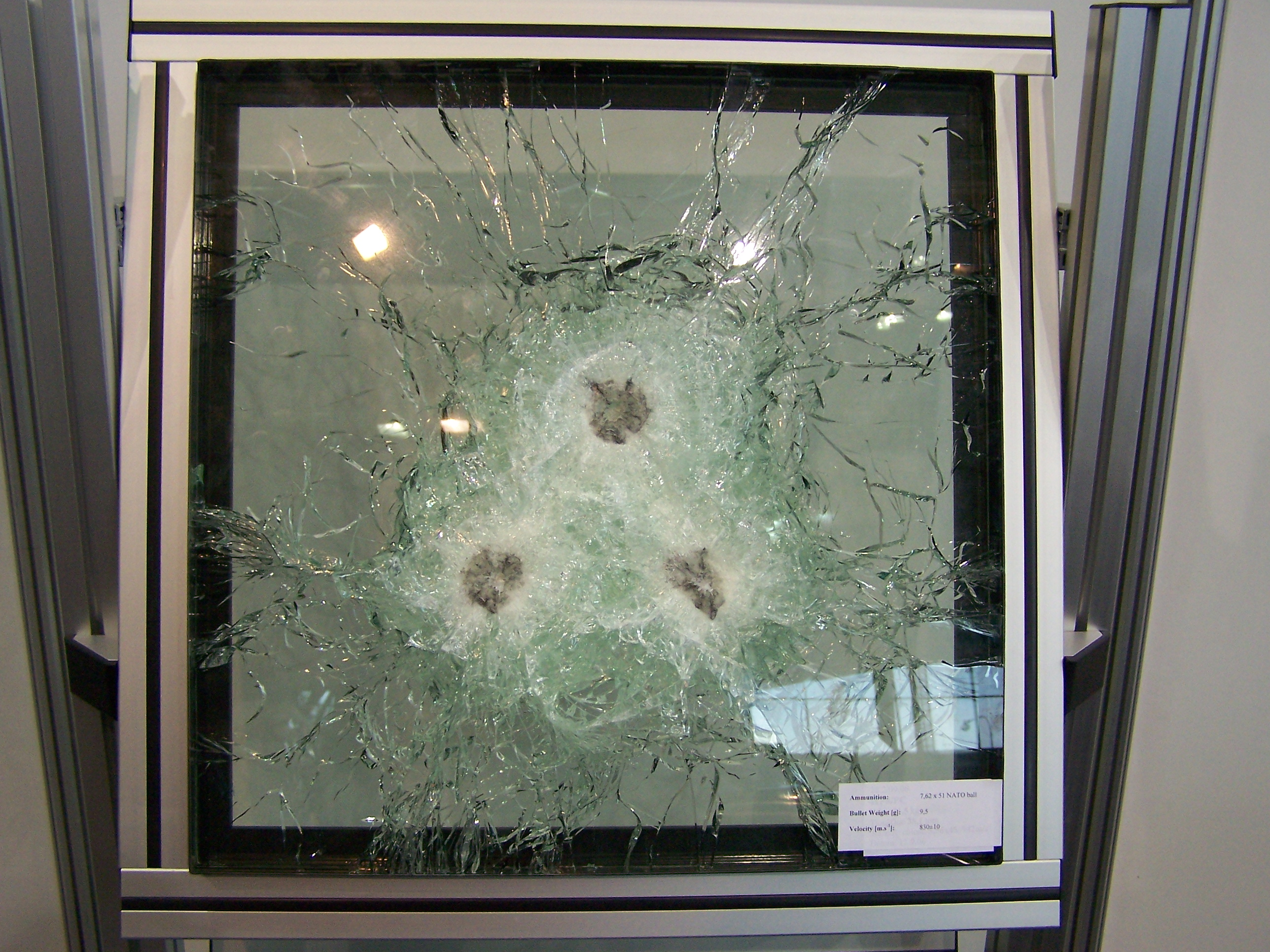

شیشه ضد گلوله، یا همان شیشه مقاوم در برابر گلوله که البته به آن شیشه بالستیک نیز گفته می‌شود، همانند هر ماده دیگری، در برابر همه چیز کاملاً غیرقابل نفوذ نیست و باید به این نکته توجه داشت.
معمولا شیشه ضد گلوله از ترکیب چند شیشه ساخته می‌شود که یکی کاملاً سخت و دیگری کاملاً نرم است ساخته می‌شود.
ماده نرم‌تر منجر به افزایش خاصیت الاستیسیته شیشه می‌شود که شیشه در این حالت می‌تواند در برابر نیروی‌های بیشتری مقاومت داشته باشد و تنش تسلیم آن نیز افزایش میابد و به ازای نیروهای بزرگتری خواهد شکست و به جای آن شیشه خواهد شکست، به گونه ای که در بیشتر موقع اینطور تصور می‌شود که شیشه از پلاستیک ساخته شده‌است.
کاربردهای شیشه ضد گلوله
از شیشه‌های ضد گلوله برای بسیاری از مشاغل، از جمله بانک‌ها، طلا فروشی‌ها، و همچنین ادارات دولتی حساس، خصوصاً برای مراکز وابسته به امور امنیتی و نظامی استفاده می‌شود.
البته شیشه‌های ضد گلوله در بسیاری از طلا فروشی‌ها استفاده می‌شود که این حالت، شیشه خاصیت لایه لایه دارد و در صورت شلیک گلوله، گلوله در یکی از این لایه‌ها متوقف خواهد شد.
ساختار شیشه‌های ضد گلوله
شیشه‌های مقاوم در برابر گلوله با استفاده از لایه‌های شیشه چند لایه ساخته می‌شوند. هرچه لایه‌های بیشتری وجود داشته باشد، شیشه محافظت بیشتری ارائه می‌دهد. در صورت نیاز به کاهش وزن، ۳ میلی‌متر پلی کربنات (یک ترموپلاستیک) روی قسمت ایمن لمینت می‌شود تا از ریزش جلوگیری شود.

هدف ساخت ماده ای با ظاهر و شفافیت شیشه استاندارد اما با محافظت مؤثر در برابر سلاح‌های کوچک است. (معمولا مقاومت شیشه‌های ضد گلوله در برابر سلاح‌های سنگین پایین آمده و همین منجر به آسیب‌پذیری بالای آنها خواهد شد)
پلاستیک موجود در طرح‌های لمینت همچنین در برابر ضربه ناشی از حمله فیزیکی از اجسام تیز  مقاومت می‌کند. پلاستیک مقاومت کمی در برابر گلوله دارد. شیشه ای که بسیار سخت‌تر از پلاستیک است، گلوله را صاف می‌کند و پلاستیک تغییر شکل می‌دهد و هدف آن جذب بقیه انرژی و جلوگیری از نفوذ آن است. توانایی لایه پلی کربنات در متوقف کردن پرتابه‌ها با انرژی متغیر با ضخامت آن نسبت مستقیم دارد و شیشه ضد گلوله این طرح ممکن است تا ۳٫۵ اینچ ضخامت داشته باشد.
لایه‌های شیشه‌ای چند لایه از ورقه‌های شیشه‌ای ساخته می‌شوند که با پلی‌وینیل بوتیرال، پلی‌اورتان، سنتریگیاس یا اتیلن-وینیل استات به هم چسبیده‌اند. هنگامی که با فرآیندهای شیمیایی درمان می‌شود، شیشه بسیار قوی تر می‌شود. این طرح از زمان جنگ جهانی دوم به‌طور منظم در خودروهای جنگی مورد استفاده قرار گرفته‌است.
شیشه ضد گلوله یک ماده کامپوزیتی است که از شیشه و فیلم پلی کربنات با کیفیت بالا تشکیل شده‌است که از طریق پردازش ویژه برای ساخت آن انجام می‌شود. معمولاً ماده شفافی است که معمولاً شامل لایه پلی کربنات بین شیشه معمولی است. شیشه ضد گلوله در واقع از لایه پلی کربنات تشکیل شده‌است که با ورقه‌های شیشه‌ای شفاف به هم چسبیده‌است.
شیشه ضد گلوله معمولاً ساختار سه لایه زیر را دارد:
- ۱_ لایه پشتیبانی

اولین لایه برای شکستن ضربه، استفاده عمومی از شیشه‌های ضخیم مقاوم و با استحکام بالا، می‌تواند کلاهک را از بین ببرد یا شکل کلاهک را تغییر دهد. اجازه دهید توانایی حرکت رو به جلو را از دست بدهد
- ۲_ لایه انتقال

شرایط عمومی استفاده مواد باندینگ بیولوژیکی مواد باندینگ قوی، با پایداری نور خوب، می‌توانند نور را جذب کنند و بخشی از انرژی ضربه در جهت توپ نفوذ می‌کند. در وسط فیلم شیشه ای چند لایه پلی وینیل بوتیرال بسیار قوی و شفاف. این نه تنها می‌تواند به‌طور مؤثری از شلیک گلوله‌ها جلوگیری کند، بلکه دارای اثر ضد موج، ضد انفجار، ضد شوک است و پس از ضربه و سایر موارد ترک به نظر نمی‌رسد.
- ۳_ لایه حفاظتی امنیتی

این لایه شیشه ای با استحکام بالا، خاصیت ارتجاعی و چوپان خوبی دارد، می‌تواند بیشتر انرژی ضربه را جذب کند تا اطمینان حاصل شود که گلوله نمی‌تواند از این لایه عبور کند.
تولیدکنندگان مختلف پانزرگل‌های مختلف. اما در آسیاب در لایه شیشه معمولی لمینت شده با پلی وینیل بوتیرال، به این فرایند لمینیت گفته می‌شود که مشابه شیشه معمولی است اما ضخیم‌تر از شیشه معمولی است. ضخامت شیشه ضد گلوله بین ۱۸ تا ۷۵ میلی‌متر است
ویژگی‌های شیشه ضد گلوله
- استحکام بالا
- شیشه سکوریت نیز به دلیل استحکام بالای آن که ۳ تا ۵ برابر شیشه آنیل شده معمولی است، در برابر خمش و ضربه مقاوم است. این می‌تواند فشار سطحی ۹۵ مگاپاسکال را تحمل کند.
- امنیت بالا
- هنگامی که شیشه سکوریت شکسته می‌شود، به گرانول‌های آلوئولی با زوایای مبهم تبدیل می‌شود که ایمنی را تضمین می‌کند تا از بی‌ضرر بودن افراد اطمینان حاصل شود و فرایند سخت شدن تا حد زیادی خطر شکستگی حرارتی را کاهش می‌دهد تا تلفات کمتری را تضمین کند.
- پایداری حرارتی
- شیشه سکوریت می‌تواند تغییر دمای ۲۵۰ تا ۳۲۰ درجه سانتیگراد را تحمل کند در حالی که شیشه سکوریت معمولی فقط ۲۰ تا ۱۰۰ درجه سانتیگراد را تحمل می‌کند.

چند نوع معروف از شیشه‌های ضد گلوله در برابر سلاح‌های مختلف
- شیشه ضد گلوله متقارن و نامتقارن

ساختار شیشه ای شیشه‌های ضد گلوله به دو دسته متقارن و نامتقارن تقسیم می‌شود. از آنجایی که شیشه ضد گلوله متقارن در هر دو طرف به‌طور یکسان ساخته شده‌است، گلوله‌ها را از هر دو طرف به خوبی متوقف می‌کند. منطقی با این حال، در بیشتر موارد، شیشه‌های ضد گلوله به صورت نامتقارن طراحی می‌شوند، زیرا پرتابه‌ها را می‌توان به‌طور موثرتری متوقف کرد، یعنی با مواد کمتر. در نتیجه، شیشه‌های ضد گلوله با ساختار نامتقارن فقط از یک طرف، یعنی از سمت حمله، ضد گلوله هستند. دستورالعمل نصب مربوطه باید رعایت شود. سمت حمله لعاب با تهدید مواجه است و به اصطلاح سمت دفاعی نمایانگر سمت محافظ است.
- شیشه ضد گلوله پلی کربنات: نازک و سبک

شیشه و پلی کربنات: ترکیبی ایده‌آل برای شیشه‌های ضد گلوله برای صرفه جویی در وزن و همچنین بسیار نازک بودن، علاوه بر این، این شیشه‌ها شفاف هستند و رنگ سبز معمول همه اصول ساختمانی برای شیشه‌های ضد گلوله را ندارند. این به مراتب برتر است. به دلیل وزن کم، پنجره‌ها به راحتی قابل نصب هستند. همچنین از آنجایی که این شیشه‌ها در مقایسه با سایر شیشه‌های ضد گلوله سطح بالایی از محافظت در برابر سرقت را ارائه می‌دهند، SILATEC برای چندین دهه پیشروترین تولیدکننده شیشه‌های پلی کربنات شیشه‌ای ضد گلوله در جهان بوده‌است.
- شیشه‌های ضد گلوله با روکش معمولی:ضخیم و سنگین

در اینجا چندین شیشه با یک فویل نازک لمینت می‌شوند تا یک بسته شیشه ای ضخیم تشکیل شود.
هرچه این شیشه ضخیم‌تر باشد، اثر توقف در برابر پرتابه‌ها بیشتر می‌شود. نقطه ضعف این اصل طراحی واضح است: هرچه شیشه ضد گلوله ضخیم‌تر باشد، سنگین تر است. به خصوص مضر است
آیا می‌توان شیشه ضد گلوله را از بین برد ؟
آیا شیشه ضد گلوله ای وجود دارد که عملاً اصلاً از شیشه ساخته نشده باشد؟

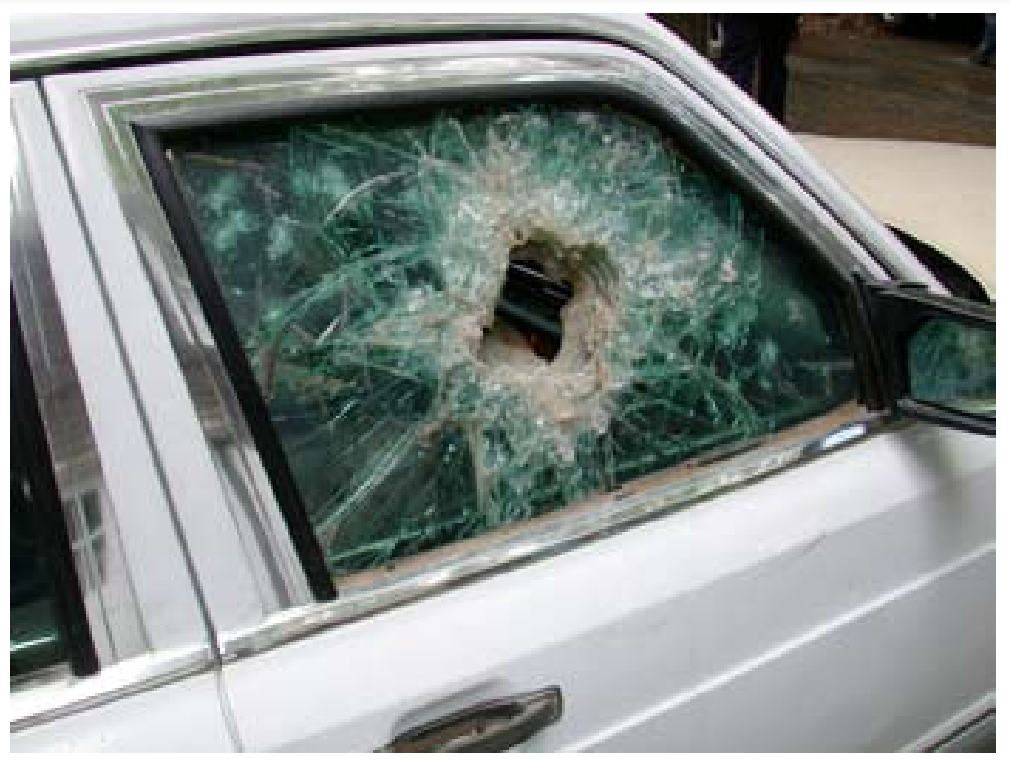
نمونه ای شیشه ضد گلوله که بیش از آستانه تحمل مورد اصابت گلوله قرار گرفته‌است

بله. این گونه شیشه‌های ضد گلوله کاملاً از پلاستیک شفاف تشکیل شده‌است و از جمله پلی کربنات و PMMA که به شیشه اکریلیک نیز معروف است استفاده می‌شود. از آنجایی که این شیشه‌های ضد گلوله بسیار سبک هستند، از جمله در وسایل نقلیه مخصوص و ماشین آلات ساختمانی نصب می‌شوند. نقطه ضعف این است که این محلول‌های کاملاً پلاستیکی عملاً فقط در برابر تفنگ‌های دستی محافظت می‌کنند. این محلول‌های ویژه ضد گلوله عملاً در ساختمان‌ها به خصوص در خارج استفاده نمی‌شود.
پیشرفت‌های دهه ۲۰۰۰
در سال ۲۰۰۵ گزارش شد که محققان نظامی ایالات متحده در حال توسعه یک کلاس از زره شفاف هستند که حاوی اکسی نیترید آلومینیوم (ALON) به عنوان لایه بیرونی «صفحه ضربه ای» است. تولیدکننده ALON نشان داد که شیشه/پلیمر سنتی به ضخامت ۲٫۳ برابر بیشتر از ALON برای محافظت در برابر پرتابه 0.50 BMG نیاز دارد. «شیشه» اکسینیترید آلومینیوم می‌تواند تهدیدهایی مانند گلوله‌های زره پوش کالیبر ۵۰ را با استفاده از موادی که به شدت سنگین نیستند، شکست دهد.
- سرامیک اسپینل

انواع خاصی از سرامیک‌ها همچنین به دلیل خواص افزایش چگالی و سختی در مقایسه با شیشه‌های سنتی می‌توانند برای زره شفاف استفاده شوند. این نوع زره‌های شفاف سرامیکی مصنوعی می‌توانند زره‌های نازک‌تری با قدرت توقف معادل شیشه‌های چند لایه سنتی داشته باشند.
- شیشه محفظه هوا

جدیدترین نوع زره شفاف خودرو دارای محفظه هوا بین شیشه و پلی کربنات است. زره سطح IIIA (سرعت بالا ۹ میلی‌متر) شامل ۸ میلی‌متر شیشه چند لایه (صورت ضربه‌ای)، شکاف هوای ۱ میلی‌متری و ۷ میلی‌متر پلی کربنات است. این راه حل گلوله‌ها را به روشی کاملاً متفاوت متوقف می‌کند. شیشه، سخت بودن، گلوله ورودی را تغییر شکل می‌دهد. گلوله تغییر شکل یافته به‌طور کامل به شیشه نفوذ می‌کند و سپس توسط پلی کربنات انعطاف‌پذیر متوقف می‌شود. کاهش وزن نسبت به پلی کربنات با روکش شیشه ای سنتی ۳۵٪ است. ۲۵ کیلو در هر متر مربع برای سطح NIJ 06 IIIA (NIJ 07 HG2). همچنین نازک‌تر (۱۶٫۲ میلی‌متر) در مقایسه با پلی‌کربنات با روکش شیشه‌ای معمولی (۲۱ میلی‌متر)
تاثیرات زیست‌محیطی
خواص شیشه‌های مقاوم در برابر گلوله می‌تواند تحت تأثیر دما و قرار گرفتن در معرض حلال‌ها یا اشعه ماوراء بنفش، معمولاً از نور خورشید باشد. اگر لایه پلی کربنات زیر یک لایه شیشه ای باشد، به دلیل وجود شیشه و لایه باند، مقداری محافظت در برابر اشعه UV دارد. با گذشت زمان پلی کربنات شکننده تر می‌شود زیرا یک پلیمر آمورف است (که برای شفاف بودن آن ضروری است) که به سمت تعادل ترمودینامیکی حرکت می‌کند.]
اصابت گلوله به پلی کربنات در دمای کمتر از -۷ درجه سانتیگراد، گاهی اوقات باعث ایجاد پوسته، قطعات پلی کربنات می‌شود که شکسته شده و خود به پرتابه تبدیل می‌شوند. آزمایش‌ها نشان داده‌اند که اندازه ریزش به ضخامت ورقه‌ای بستگی دارد تا اندازه پرتابه. ریزش در عیوب سطحی ناشی از خم شدن لایه داخلی پلی کربنات شروع می‌شود و ترک‌ها به سمت سطح ضربه به سمت عقب حرکت می‌کنند. پیشنهاد شده‌است که لایه داخلی دوم پلی کربنات ممکن است به‌طور مؤثر در برابر نفوذ اسپال مقاومت کند.
تاریخچه
داستانی وجود دارد که نشان می‌دهد هر چه مردم بیشتر از طریق جنگ بگذرند، نژاد بشر بیشتر توسعه می‌یابد. گفته می‌شود که به تدریج در حال توسعه است زیرا آنها به ساخت سلاح‌های جدید و توسعه فناوری‌هایی برای دفاع و پاسخ به آنها ادامه می‌دهند. گفته می‌شود که هر چه سلاح پیشرفته و دقیق تر باشد، خطر ترور بیشتر است.
دانشمندان به دنبال راهی برای دفاع در برابر سلاح‌ها بوده‌اند و مفهوم حاصل «ضد گلوله» است. شیشه‌های ضد گلوله که قبل از خودروهای ضد گلوله بر روی خودروهای ضد گلوله نصب می‌شوند، سابقه نسبتاً طولانی دارند. در سال ۱۶۲۵، شیشه‌ای که در اروپا استفاده می‌شد در یک اسب قرار داده شد و شیشه‌ای ساخته شد که می‌توانست در برابر حملاتی که قابل مقایسه با ضربه زدن به شیشه با چکش است، دفاع کند.
در دهه ۱۹۳۰ بود که ورق شیشه برای اتومبیل‌ها نیز مورد توجه قرار گرفت.
گفته می‌شود افراد ثروتمند و معمولی می‌توانند انسان باشند و در این کلاهبرداری اولین خودروی ضد گلوله جهان را معرفی کردند.
در طول جنگ جهانی دوم، عملکرد شیشه ضد گلوله ثابت شد و به‌طور گسترده‌ای مورد استفاده قرار گرفت، بنابراین از آن برای وسایل نقلیه و زره بدن سربازان نیز استفاده شد. چون سنگین و ضخیم بود اما می‌توانست جان یک نفر را نجات دهد.

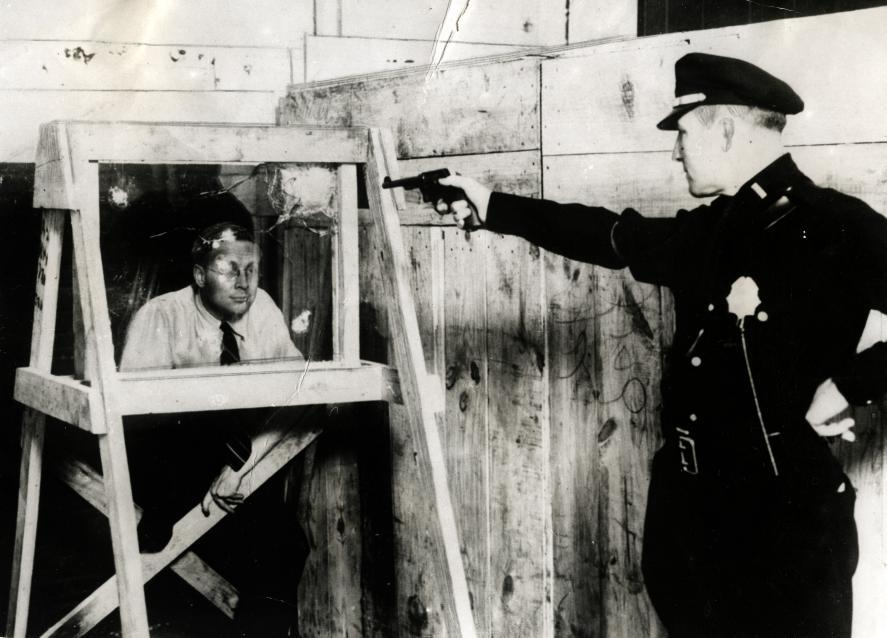